# Loi d'orientation des transports intérieurs
La Loi d’orientation des transports intérieurs (LOTI), est la loi fondamentale d’organisation des services publics de transport en France. Elle est publiée le 30 décembre 1982. Elle affirme un droit au transport devant permettre de se déplacer « dans des conditions raisonnables d’accès, de qualité et de prix ainsi que de coûts pour la collectivité ». Elle a été recodifiée dans le code des transports en décembre 2010.
La LOTI clarifie également les relations entre autorités organisatrices et opérateurs (lorsque la collectivité y a recours) en imposant la passation d’un contrat entre les deux parties. La recherche du meilleur coût pour l’autorité organisatrice et ce principe de conventionnement ont préparé le terrain pour l’application en 1993 de la « Loi Sapin ».

## Applications de la loi

### Changement de statut pour la SNCF
La LOTI redéfinit le statut de la Société nationale des chemins de fer français (SNCF). En effet, cette dernière était depuis 1938 une société d'économie mixte qui devait expirer le 31 décembre 1982. La LOTI en fait un Établissement public à caractère industriel et commercial (EPIC).

### Bilans «LOTI»
L'article 14 de la loi imposait que « les grandes opérations d’infrastructures réalisées avec le concours de financements publics, doivent faire l’objet d’un bilan des résultats économiques et sociaux rendu public ». Ces bilans sont surnommés bilans « LOTI ». Ce texte est abrogé et remplacé par l’article L1511-6 du Code des transports (Ordonnance n° 2010-1307 du 28 octobre 2010). 

### Plans de déplacements urbains (PDU)
Le chapitre II (article 28) précise l'objet des plans de déplacement urbains qui sont un outil de planification pour l'organisation des transports, la coordination de l'usage des voies publiques par les différents modes de déplacement, mais aussi la mise en accessibilité pour les personnes à mobilité réduite. Ces plans doivent prévoir les travaux nécessaires et les moyens financiers mobilisables, ainsi que des mesures de suivi et d'évaluation.

### Réglementation des transports routiers
Le chapitre IV du Titre 2 de la loi réglemente le transport routier de marchandises.

## Projets de modifications dans le cadre de l'Après-Grenelle
Le projet de Loi Grenelle 2, qui a fait suite au Grenelle de l'environnement modifie trois articles de la LOTI :
- l'article 14‑1, en lui ajoutant une dimension de « cohérence régionale et interrégionale des services ferroviaires régionaux de voyageurs » ;
- l'article 27 : si « plusieurs périmètres de transports urbains sont inclus dans une agglomération de plus de 100 000 habitants définie à l'article L. 221-2 du code de l'environnement, les autorités organisatrices des transports urbains et interurbains assurent la coordination des services de transport qu'elles organisent sur le territoire de cette agglomération. » ;
- l'article 28, en précisant que s'il y a   élaboration ou révision d'un plan de déplacements urbains, on doit maintenant faire à cette occasion, « l'évaluation des émissions évitées de dioxyde de carbone attendues de la mise en œuvre du plan. Au cours de la cinquième année suivant l'approbation du plan, il est procédé au calcul des émissions de dioxyde de carbone engendrées par les déplacements dans le territoire couvert par le plan. À compter de 2015, les évaluations et calcul précités portent sur l'ensemble des émissions de gaz à effet de serre. ».